# Rosières-en-Santerre
Rosières-en-Santerre település Franciaországban, Somme megyében. Lakosainak száma 2928 fő (2022. január 1.). Rosières-en-Santerre Caix, Harbonnières, Lihons, Méharicourt, Vauvillers és Vrély községekkel határos.

## Népesség
A település népessége az elmúlt években az alábbi módon változott:
| Lakosok száma | 2981 | 3007 | 3035 | 3008 | 3001 | 3017 | 3005 | 2962 | 2928 |
|               | 2013 | 2015 | 2016 | 2017 | 2018 | 2019 | 2020 | 2021 | 2022 |